# Mariano Guadalupe Vallejo
Pour les articles homonymes, voir Vallejo.
Mariano Guadeloupe Vallejo, né à Monterey (Californie) le 4 juillet 1807 et mort le 18 janvier 1890, est un commandant militaire et homme politique californien.
Né sujet espagnol, il remplit ses devoirs militaires comme officier du Mexique et joua un rôle important lorsque la province mexicaine de Californie devint brièvement indépendante avant de devenir un État américain.
Il laissa son nom à Vallejo, une ville de Californie fondée par lui. Le sous-marin USS Mariano G. Vallejo (SSBN-658) fut nommé en son honneur.